# Головень етруський
Головень етруський (Squalius lucumonis) — вид прісноводних риб родини ялецевих (Leuciscidae).

## Опис
Дрібна риба, завдовжки до 16 см.

## Поширення
Ендемік Італії. Поширений в центральній частині країни у басейнах річок Тибр, Арно, Омброне та Серкьо з 10–12 субпопуляціями. Живе в невеликих водотоках з мілководдям, швидкою течією та піщаним або гравійним дном, воліючи впадання між притоками та основною течією.

## Охорона
На більшій частині ареалу стан природних популяцій виду залишається нестабільним. В ряді регіонів спостерігається тенденція до зниження чисельності популяції виду. Тому головень етруський, згідно з Червоним списком МСОП, отримав охоронну категорію «вид перебуває в небезпечному стані». Крім того, він занесений до Директиви Європейського Союзу 92/43/ЄС «Про збереження природних оселищ та видів природної фауни і флори» (Додаток II. Види рослин і тварин, що становлять особливий інтерес для Європейського Союзу, збереження яких потребує створення територій особливої охорони).